# Thymus praecox 'Albus'
Pour les articles homonymes, voir Albus.
Thym blanc
Thymus praecox 'Albus', le Thym blanc, est un cultivar de Thym, au feuillage gris et velu, paré en début d'été de fleurs blanches.

## Description
C'est un sous-arbrisseau.